# Aranda de Moncayo
Aranda de Moncayo è un comune spagnolo di 229 abitanti situato nella comunità autonoma dell'Aragona.